# Melanagromyza heliotropii
Melanagromyza heliotropii är en tvåvingeart som beskrevs av Spencer 1973. Melanagromyza heliotropii ingår i släktet Melanagromyza och familjen minerarflugor.
Artens utbredningsområde är Florida. Inga underarter finns listade i Catalogue of Life.